# Lao động cưỡng bức
Lao động cưỡng bức / lao động không tự nguyện / lao động khổ sai là một thuật ngữ chung cho các quan hệ công việc, đặc biệt là trong lịch sử hiện đại hoặc đầu hiện đại, trong đó mọi người bị buộc phải làm việc do bị đe dọa phải đối mặt với nghèo đói, giam giữ, bạo lực (bao gồm cả cái chết), hoặc các hậu quả nặng nề cho bản thân hoặc các thành viên trong gia đình của họ.
Lao động không tự nguyện bao gồm tất cả các hình thức của chế độ nô lệ, và các tổ chức liên quan (ví dụ như nô lệ gán nợ, nông nô, sưu dịch và trại lao động). Nhiều hình thức làm việc trong số này có thể được gói gọn bằng thuật ngữ lao động cưỡng bức, được Tổ chức Lao động Quốc tế (ILO) định nghĩa là tất cả các công việc hoặc dịch vụ không tự nguyện bị ép buộc bằng sự đe dọa sẽ trừng phạt.
Tuy nhiên, theo Công ước Lao động cưỡng bức của ILO năm 1930, thuật ngữ lao động cưỡng bức hoặc bắt buộc sẽ không bao gồm:
- bất kỳ công việc hoặc dịch vụ nào được thực hiện theo luật pháp nghĩa vụ quân sự bắt buộc đối với công việc của một nhân vật thuần túy quân sự;
- bất kỳ công việc hoặc dịch vụ nào tạo thành một phần nghĩa vụ công dân bình thường của công dân của một quốc gia tự trị hoàn toàn;
- bất kỳ công việc hoặc dịch vụ nào được áp dụng trên bất kỳ người nào do hậu quả của một bản án tại tòa án, với điều kiện là công việc hoặc dịch vụ nói trên được thực hiện dưới sự giám sát và kiểm soát của cơ quan công quyền và người được nói không được thuê hoặc đặt tại xử lý các cá nhân, công ty hoặc hiệp hội tư nhân (yêu cầu các trại tù không còn bị kết án cho thuê);
- bất kỳ công việc hoặc dịch vụ nào được xử lý trong trường hợp khẩn cấp, nghĩa là trong trường hợp chiến tranh, thiên tai hoặc bị đe dọa, như hỏa hoạn, lũ lụt, nạn đói, động đất, dịch bệnh bạo lực hoặc bệnh động kinh, xâm lấn bởi: động vật, côn trùng hoặc sâu bệnh thực vật, và nói chung, bất kỳ tình huống nào sẽ gây nguy hiểm cho sự tồn tại hoặc hạnh phúc của toàn bộ hoặc một phần dân số;
- Do đó, các dịch vụ cộng đồng nhỏ thuộc loại được thực hiện bởi các thành viên của cộng đồng vì lợi ích trực tiếp của cộng đồng nói trên, do đó có thể được coi là nghĩa vụ công dân bình thường đối với các thành viên của cộng đồng, với điều kiện là các thành viên của cộng đồng hoặc đại diện trực tiếp của họ có quyền được tư vấn về nhu cầu đối với các dịch vụ đó.